# King of Pro-Wrestling Championship
Il King of Pro-Wrestling Championship era un titolo di proprietà della New Japan Pro-Wrestling. Il titolo è stato introdotto da Kazuchika Okada ed è stato assegnato per la prima volta il 29 agosto 2020 a Summer Struggle in Jingu.

## Storia
Il 28 luglio 2020, durante una conferenza stampa svoltasi a Tokyo, il presidente della NJPW Naoki Sugabayashi ha annunciato la creazione di un nuovo titolo seguendo l'idea proposta da Kazuchika Okada; Okada ha quindi annunciato l'introduzione del titolo con le regole ad esso associate, annunciando al contempo anche KOPW 2021 per l'anno successivo.   
Nella stessa conferenza in cui ha introdotto il titolo, Okada ha annunciato che il 26 agosto 2020, durante l'evento Summer Struggle, inizierà un torneo composto da quattro incontri, con i relativi vincitori che si affronteranno in un match per determinare il primo detentore del KOPW. Il 29 agosto allo stadio Meiji Jingu di Tokyo Toru Yano ha sconfitto Sanada, Okada e El Desperado, diventando il primo KOPW provvisorio.

## Regolamento
Il KOPW presenta un concetto unico per il wrestling giapponese: non era inizialmente infatti rappresentato da una cintura (poi adottata in seguito) bensì da un trofeo e solo un lottatore all'anno viene riconosciuto come campione. Nel corso dell'anno ovviamente il titolo viene difeso e conquistato da più wrestler, ma questi vengono considerati campioni "provvisori", e solo colui che riesce a chiudere l'anno solare come campione viene riconosciuto come tale e nominato King of Pro-Wrestling di quell'anno e vincitore del Trofeo KOPW. Inoltre i match per il titolo sono esclusivamente a stipulazioni speciali, diverse dal classico uno contro uno. Ciascuno dei lottatori coinvolti proporranno una stipulazione e i fan voteranno per selezionare quale sarà ufficializzata.
Dal 2023, pur mantenendo la stessa formula di assegnazione, il KOPW viene rappresentato da una cintura invece che dal trofeo che ne ha caratterizzato i primi anni.

## Assegnazione
Il primo campione KOPW, ovvero il primo detentore provvisorio, è stato deciso in un Fatal Four Way match, a cui hanno partecipato i quattro vincitori di incontri di qualificazione a stipulazione speciale, votate dai fans e rese pubbliche il 24 agosto 2020. Tutti e quattro gli incontri si sono svolti il 26 agosto 2020.
- SHO vs Sanada - Submission Match (Il match si conclude solo per sottomissione)
- Satoshi Kojima vs El Desperado - No Finisher Match (L'utilizzo di una mossa finale causa la squalifica)
- Toru Yano vs Bushi - 2 Count Match (Il match si conclude solo per schienamento al conto di due)
- Kazuchika Okada vs Yujiro Takahashi - 3 vs 1 Handicap Match (Okada ha affrontato oltre a Takahashi anche Jado e Gedo)

## Albo d'oro
| #         | Campione       | Data              | Luogo     | Evento                                       | Note |
| KOPW 2020 | KOPW 2020      | KOPW 2020         | KOPW 2020 | KOPW 2020                                    | KOPW 2020 |
| --------- | -------------- | ----------------- | --------- | -------------------------------------------- | --- |
|           | Toru Yano      | 29 agosto 2020    | Tokyo     | Summer Struggle in Jingu                     | Sconfigge Kazuchika Okada, Sanada e El Desperado in un Fatal 4-Way Match a Summer Struggle In Jingu                                              |
| 1         | Toru Yano      | 23 dicembre 2020  | Tokyo     | Road To Tokyo Dome                           | Diventa KOPW ufficiale dopo aver sconfitto Bad Luck Fale in un Body Slam or Last Cornerpad Match il 23 dicembre a Road to Tokyo Dome             |
| KOPW 2021 |                |                   |           |                                              | |
|           | Toru Yano      | 5 gennaio 2021    | Tokyo     | Wrestle Kingdom 15                           | Sconfigge Bad Luck Fale, Chase Owens e Bushi in un Fatal Four Way match durante la seconda serata di Wrestle Kingdom 15.                         |
|           | Chase Owens    | 25 luglio 2021    | Tokyo     | Wrestle Grand Slam                           | Vince la New Japan Ranbo eliminando per ultimo Toru Yano nel pre-show di Wrestle Grand Slam.                                                     |
|           | Toru Yano      | 4 settembre 2021  | Saitama   | Wrestle Grand Slam                           | Sconfigge Chase Owens in un I Quit Match. |
| 2         | Toru Yano      | 24 dicembre 2021  | Tokyo     | Road To Tokyo Dome                           | Diventa KOPW ufficiale dopo aver sconfitto Yoshinobu Kanemaru in un End of the Year Party Rules match il 24 dicembre.                            |
| KOPW 2022 |                |                   |           |                                              | |
|           | Minoru Suzuki  | 5 gennaio 2022    | Tokyo     | Wrestle Kingdom 16                           | Sconfigge Toru Yano, Chase Owens e CIMA in un Fatal Four Way match durante la seconda serata di Wrestle Kingdom 16                               |
|           | Toru Yano      | 20 febbraio 2022  | Sapporo   | New Years Golden Series                      | Era un Dog Cage Match, dove il vincitore deve chiudere l'avversario in una gabbia per cani.                                                      |
|           | Taichi         | 9 aprile 2022     | Tokyo     | Hyper Battle                                 | Era un No Rope Ring Out Match. |
|           | Shingo Takagi  | 25 aprile 2022    | Hiroshima | Golden Fight Series                          | In un 30 Count Match, dove il vincitore deve ottenere un pin cumulativo di 30 tocchi.                                                            |
| 3         | Shingo Takagi  | 19 dicembre 2022  | Tokyo     | JTO 50th Anniversary for TakaTaichi Together | Il 19 dicembre, dopo aver difeso il KOPW contro Taichi in un Last Man Standing Lumberjack match, diventa il campione ufficiale.                  |
| KOPW 2023 |                |                   |           |                                              | |
|           | Shingo Takagi  | 5 gennaio 2023    | Tokyo     | New Year Dash!!                              | Sconfigge Great-O-Khan, SHO e Toru Yano in un Fatal Four Way Match a New Year Dash!!                                                             |
|           | Taichi         | 29 aprile 2023    | Kagoshima | Satsuma no Kuni                              | Sconfigge Shingo Takagi in un Takagi Style Trial Match, dove il lottatore deve in successione sottomettere, schienare e mettere l'avversario KO. |
|           | Sho            | 24 settembre 2023 | Kobe      | Destruction                                  | |
|           | Taichi         | 17 novembre 2023  | Yamagata  | New Japan Road                               | Sconfigge Sho in un match dove Yoshinobu Kanemaru era l'arbitro speciale.                                                                        |
| 4         | Taichi         | 21 dicembre 2023  | Tokyo     | Road To Tokyo Dome                           | Diventa KOPW2023 dopo aver sconfitto Yoshinobu Kanemaru in un Whiskey Bottle Ladder Match.                                                       |
| KOPW 2024 |                |                   |           |                                              | |
|           | Taiji Ishimori | 5 gennaio 2024    | Tokyo     | New Year Dash!!                              | Sconfigge Great-O-Khan, Toru Yano e YOH in un 10 Minutes Scramble Match a New Year Dash!!                                                        |
|           | Great-O-Khan   | 20 gennaio 2024   | Nagoya    | New Beginning                                | Sconfigge Taiji Ishimori in un Ring Fit Match |
|           | Yuya Uemura    | 27 aprile 2024    | Hiroshima | Road To Wrestling Dontaku                    | Sconfigge Great-O-Khan in un 2 out of 3 Falls Rural Revitalization Match con il punteggio di 2 a 1.                                              |
|           | Great-O-Khan   | 9 giugno 2024     | Osaka     | Dominion                                     | Sconfigge Yuya Uemura in un Storm Catch Rules match                                                                                              |
| 5         | Great-O-Khan   | 22 dicembre 2024  | Tokyo     | Road To Tokyo Dome                           | Diventa KOPW2024 dopo aver sconfitto Taichi in un 2 Out Of 3 Falls Match. Dopo il match O-Khan annuncia il ritiro del KOPW.                      |
| Ritirato  |                |                   |           |                                              | |